# Milan Karpíšek
Milan Karpíšek (14. června 1928 Pardubice – 19. května 2002 Praha) byl operní a operetní pěvec-tenor a herec.

## Život
Už v mladém věku se rozhodl pro pěveckou kariéru, zpěv studoval soukromě v Opavě a Ostravě. Začínal jako člen sboru opery v Plzni. V letech 1954–1958 působil jako operetní herec ve Státním divadle v Karlíně. Od roku 1958 byl členem Opery Národního divadla v Praze. Od roku 1967 učil herectví na pěveckém oddělení pražské Státní konzervatoře.
Ve filmu Božská Ema si zahrál pěvce Enrica Carusa, a hlavní roli sadistického vraha Opatovského ztvárnil ve filmu Černá punčocha (1987).